# Juvenal Baracco
Juvenal Baracco (Lima, 1940) es un reconocido arquitecto peruano. Se graduó como ingeniero civil y  arquitecto en 1966 en la Universidad Nacional de Ingeniería (UNI) de Lima, Perú. En 1970 empezó su labor docente en la Facultad de Arquitectura de la UNI. Desde 1971 es profesor principal de diseño en la Facultad de Arquitectura de la Universidad Ricardo Palma, donde dirige el Taller Básico 05 y el Taller Integral 15. Ha propuesto una metodología de estudio de la ciudad en desarrollo, y realizó un ensayo sobre el edificio de la Escuela de la Fuerza Aérea del Perú, en Lima.
Ha sido profesor de pregrado en Panamá y de postgrado en universidades de Estados Unidos, Colombia, Perú, Bolivia, Chile, Argentina y España.[cita requerida] Actualmente, está encargado del Plan de Postgrado de Diseño y Teoría de la Universidad Ricardo Palma. Ha sido Jurado del Concurso Cátedras de Diseño para la Facultad de Arquitectura de la Universidad de Buenos Aires, profesor honorario por la Universidad Andrés Bello de Santiago de Chile y jurado del concurso mundial de proyectos ACSA-OTIS.[cita requerida]
En 1988 el arquitecto Pedro Belaunde publicó un libro sobre su obra llamado Juvenal Baracco. Un Universo En Casa. Baracco ha publicado en revistas inglesas, francesas, canadienses, noruegas, argentinas, chilenas y peruanas y le han dedicado diversos documentales de TV sobre su obra.[cita requerida]

## Obras
La obra de Baracco abarca una amplia variedad de proyectos tales como vivienda unifamiliar, complejos de vivienda, proyectos urbanísticos, edificios de oficina, etc.
- Casa Lira, Magdalena, Lima (1966)
- Edificio del Banco Minero del Perú, Lima (Baracco, Benvenuto, Cavassa, Chang Say, Hurtado, Lizárraga, Nuñez y Wong) (1967)
- Casa Vega, Surco, Lima (1968)
- Casa Silva I, San Isidro, Lima (1972)
- Casa Revilla, Surco, Lima (1972)
- Casa Hastings, Barranco, Lima (Baracco y Vella) (1975)
- Finca Apesteguía, Barranco, Lima (1977)
- Casa Ludmir, San Isidro, Lima (1978)
- Fábrica Durbloc, Santa Anita, Lima (1979)
- Proyecto Edificio de Oficinas “Torre Americana”, San Isidro, Lima (1980)
- Escuela de Oficiales de la Fuerza Aérea del Perú, Surco, Lima (1982)
- Casa Ghezzi, Lurín, Lima (1983)
- Casa Gastañeta Sarmiento, Lurín, Lima (1983)
- Casa Marrou-Yori, Lurín, Lima (1984)
- Edificio Tajamar, Santa María, Lima (1984)
- Casa Prado-Valdez, Lurín, Lima (1986)
- Fábrica Frixon, Santa Anita, Lima (1988)
- Casa Barrios-Prado, Lurín, Lima (1990)
- Casa Barrios, Pimentel, Lambayeque (1991)
- Casa Baracco-Dávila, Surco, Lima (1993)
- Conjunto Multifamiliar Neptuno, Surco, Lima (1994)
- Casa Krisha, Punta Hermosa, Lima (1996)
- Arco de Ingreso a la Feria Internacional del Pacífico, Lima (1996)
- Casa Salinas, Playa El Misterio, Cañete, Lima (1998)
- Remodelación y Ampliación Casa Pordominsky, San Isidro, Lima (1998)
- Casa Kresalja, Playa Punta Veleros, Los Órganos, Piura (1999)
- Casa Behr, Punta Hermosa, Lima (2000)
- Remodelación Casa Angulo, Silver Springs, Washington, USA (2001)
- Casa K-rol, Newport Beach, Los Ángeles, California, USA (2001)
- Centro Cultural Ccori Wasi, Universidad Ricardo Palma, Miraflores, Lima (Baracco y Bonilla) (2004)
- Casa Baracco Burmester, Playa Señoritas, Punta Hermosa, Lima (2004)
- Casa Awapara, Playa  El Misterio, Cañete, Lima (2006)
- Edificio Multifamiliar Venezia, Barranco, Lima (2006)
- Nuevo Edificio de Aulas en el Campus, Universidad Ricardo Palma, Surco, Lima (Baracco y Bonilla) (2007)
- Casa Sánchez, La Planicie, La Molina, Lima (2008)
- Casa Torres-Llosa, Playa  El Misterio, Cañete, Lima (2008)
- Casa Pérez, Playa Las Lomas del Mar, Cañete, Lima (2009)
- Casa Díaz, Urbanización campestre Sierra Morena, Antioquia, Huarochirí, Lima (2009)
- Casa Montenegro, Playa Misterio, Cañete, Lima (2011)
- Casa Tejada II, La Molina, Lima (2011)

## Premios
Sus obras han ganado distintos reconocimientos tanto en concursos arquitectónicos nacionales y privados como también en bienales nacionales y extranjeras, de las cuales se hace una lista a continuación:
- Segunda Bienal de Arquitectura del Perú (1972)
- Segunda Bienal de Arquitectura de Quito, Ecuador (1980)
- Tercera Bienal Andina de Arquitectura en Quito, Ecuador (1982)
- Quinta Bienal de Arquitectura del Perú (1983)
- Sexta Bienal Andina de Arquitectura (1990)